# Oldalfúvós furulya
Az oldalfúvós furulya az ajaksípos fúvós hangszerek családjába tartozik, a harántfuvola magyar népzenében használt megfelelője. Néha napraforgószárból, bürökszárból, gyakrabban a dugós furulyákhoz hasonló módon bodzafából készül. A harántfuvolához hasonlóan oldalról megfújható fúvólyuka, a hatlyukú furulyának megfelelő hat hangképző nyílása van. Szerepe azonos a közönséges furulyáéval, főleg pásztorok hangszere.
Egyéb elnevezései: félenfúvós furulya, flóta, flajta, pikula.

## Felépítése
Ha napraforgószárból készül, a puha belet egy darab drótból készült meghajlított, élesre kalapált végű szerszámmal kaparják ki, majd az üreg falát tüzesített dróttal kisütik, rúdra erősített csiszolópapírral simítják. Ha bodzából, juharból készül, a készítés menete – a fúvókarész kialakításától eltekintve – megegyezik a hatlyukú furulyáéval.
Az oldalfúvós furulya testhosszúsága kicsit több, mint a hatlyukú furulyáé, 45–50 cm, csőátmérője viszont hasonló, 14–16 mm. A fúvólyuk és a hat hangképző nyílás egy vonalban van. A fúvólyuk kissé ovális, hosszában 12, keresztben 11 mm. A cső felső végét légmentesen lezáró 3-4 ujjnyi hosszú fadugó belső vége a fúvólyuktól kb. 15 mm-re van.
A hanglyukak helyét minta vagy szemmérték alapján határozzák meg. A legalsó hangképző nyílás a cső végétől négy ujjnyira van, a többi egymástól egy-egy hüvelyk távolságra, a harmadik és a negyedik lyuk között viszont kicsit nagyobb a távolság. A hangszer kipróbálásakor először a csövet a fúvólyuknál lezáró fadugó helyzetét változtatva állítják be a várakozásnak megfelelő hangot, majd a cső végének rövidítgetésével keresik meg a kívánt alaphang-magasságot.
A hangszer díszítése hasonló a közönséges furulyákéhoz, de a csővégeket megerősítő ólombeöntésekre itt nincs szükség, ritkán fordul elő.

## Használata
A magyar népi hangszeres zenében az oldalfúvós furulya szinte mindenütt megtalálható, szerepe teljesen azonos a közönséges furulyáéval, de annál ritkábban fordul elő. Alaphangja f' és g' közötti, hangsora, ujjazata, játéktechnikája – tartásától, megszólaltatási módjától eltekintve – azonos a hatlyukú furulyáéval. Az oldalfúvós furulya előnye, hogy könnyebb elkészíteni, hátránya, hogy nehezebb megszólaltatni.